# 예나 데 아모르
《예나 데 아모르》(스페인어: Llena de amor)은 2010년 방영된 멕시코의 텔레노벨라이다.